# John Wahlbom (1858–1906)
Andreas Johan (John) Rikard Wahlbom, född den 20 april 1858 i Stockholm, död där den 8 oktober 1906, var en svensk skådespelare. Han var far till Nils och John Wahlbom.
John Wahlbom debuterade 1877 hos Albert Alberg på Djurgårdsteatern i Stockholm 1877, och var därefter anställd hos olika ambulerande teatersällskap 1877–1889, bland annat hos August Lindberg 1882–1884 och Albert Ranft 1884–1886. Han var därefter knuten till Svenska Teatern i Helsingfors 1889–1893 och Hjalmar Selanders resande teatersällskap 1894–1895. Från 1895 tillhörde han med undantag för säsongen 1901–1902 Albert Ranfts olika scener i Stockholm och landsorten. Främst spelade han på Östermalmsteatern där han tillhörde de mer erfarna skådespelarna.
, hos Fröberg 1893–1894, hos Selander 1894–1895 och hos Ranft från 1895. Bland hans roller märks Mefistofeles i Faust, Polonius i Hamlet, Tschuku i Bröllopet på Valéni, Samsthanaka i Vasantasena, Fouché i Madame Sans-Gêne, Ramseth i Kung Midas, Scarli i Stulen lycka, Corniski i Niniche, Pietro i Frihetsbröderna och Dung-Ka-chin i Theblomma.
Johan Wahlbom var 1882–1902 gift med Emma Rommel och från 1905 med Anna Mathilda Andersson.